# 12 Picks
12 Picks è un album discografico di raccolta del musicista e cantante statunitense Ace Frehley, pubblicato nel 1997. Le canzoni registrate dal vivo sono state registrate nel marzo 1988 durante un concerto a Londra.

## Tracce
1. Into the Night – 4:12
2. Words Are Not Enough – 3:25
3. Insane – 3:46
4. Hide Your Heart – 4:34
5. Trouble Walkin' – 3:08
6. Rock Soldiers – 5:04
7. Rip It Out (Live) – 3:40
8. Breakout (Live; voce di Tod Howarth) – 3:30
9. Cold Gin (Live) – 6:48
10. Shock Me (Live) – 9:44
11. Rocket Ride (Live) – 4:54
12. Deuce (Live) – 4:47